# Léon de Perthuis de Laillevault
Léon de Perthuis de Laillevault, né le 9 avril 1757 à Germigny-l'Évêque , près Meaux, mort le 17 octobre 1818 à Paris, est un architecte français.

## Biographie
Né de famille noble Auxerroise, fils de Remy de Perthuis de Laillevault (1726-1802), écuyer, conseiller du roi et contrôleur ordinaire des guerres, Léon de Perthuis de Laillevault s’attache très jeune aux sciences exactes. Il connaît de rares dispositions pour le dessin, les travaux de construction, la mécanique pratique, et se distingue dans les écoles de Rabais et de Mézières, où il est admis en 1772, pour suivre la carrière des armes, entrant à 18 ans dans le génie militaire, parmi les ingénieurs les plus distingués, chargé en 1778 de construire le fort de Châteauneuf en Bretagne (une nécessité après l’attaque anglaise de 1758). Il est ensuite employé dans diverses garnisons, surtout dans l’Est. Il devient officier du génie en 1789.
Il suspend son service militaire en 1791 et se réunit alors à son père dans une vaste propriété rurale et forestière, à Moulins, dans l’Yonne, tout en s’occupant d’administration (maire de sa commune, commissaire provisoire de l’administration départementale, puis membre et président du Conseil du département de l’Yonne pendant plus de douze ans).
Il publie son premier ouvrage à 46 ans, et communique beaucoup de mémoires sur l’agriculture et la statistique rurale au Ministère et à diverses Sociétés savantes. En 1805, en réponse à une question de la Société d’Agriculture de Paris, il propose un Mémoire sur l’Art de perfectionner les Constructions rurales (1805), qui donne un Traité d’architecture rurale en 1810 ; il devient membre de la Société en 1809. Il fournit en 1805 beaucoup d’articles pour la nouvelle édition du Théâtre d’agriculture d’Olivier de Serres, et en insère un grand nombre dans le Nouveau Cours d’agriculture de Déterville (1809).

## Publications
- Traité de l’aménagement et de la restauration des bois et forêts de France, Paris, Madame Huzard, 1803 (lire en ligne)Ouvrage rédigé par Léon de Perthuis à partir de manuscrits laissés par son père Remy de Perthuis.
- Mémoire sur l’art de perfectionner les constructions rurales [couronné par la Société d’agriculture de Paris], Paris, 1805, in-4°, 111 p. (inséré dans les Mémoires d’agriculture, d’économie rurale et domestique publiés par la Société d’agriculture du département de la Seine, 1805, t. VII, p. 1-172).
- Mémoire sur l’amélioration des prairies naturelles et sur leur irrigation, Paris : Mme Huzard, 1806, in-8°, 124 p. (mémoire inséré dans les Mémoires d’agriculture, d’économie rurale et domestique publiés par la Société d’agriculture du département de la Seine, 1805, t. VIII, p. 76-195).
- Traité d’architecture rurale, contenant : 1°. Les principes généraux de cet art ; 2°. Leur application aux différentes espèces d’établissemens ruraux ; 3°. Les détails de construction et la distribution intérieure de chacun des bâtimens dont ils doivent être composés ; 4°. Divers travaux d’art ayant pour objet de faciliter les communications, d’assainir les terres en culture, de préserver les récoltes sur pied du maraudage des animaux, et d’augmenter et améliorer les produits des prairies naturelles, orné de 26 grandes planches en taille-douce, Paris : Impr. de Crapelet, chez Déterville, 1810, in-4°, 263 p. et 25 p. Texte en ligne ou in-8°.

## Sources
- M. Silvestre, « Notice biographique sur M. Léon de Perthuis de Laillevaut, lue à la séance publique de la Société, le 18 avril 1819 », dans Mémoires d’agriculture, d’économie rurale et domestique publiés par la Société royale et centrale d’agriculture, Paris : Mme Huzard, 1819, p. 73-87.
- Bibliographie universelle, ancienne et moderne, 1823, tome XXXIII, p. 440-441.
- Florian Reynaud, Les bêtes à cornes (ou l'élevage bovin) dans la littérature agronomique de 1700 à 1850, Caen, thèse de doctorat en histoire, 2009, annexe 2 (publications), annexe 22 (biographie).